# Falange Canibal
Falange Canibal é o quinto álbum de estúdio do cantor e compositor Lenine. Foi Lançado no dia 23 de março de 2002 pela BMG. O álbum teve a participação da banda americana Living Colour e dos brasileiros Xandão e Lobato da banda O Rappa, Velha Guarda da Mangueira, Eumir Deodato, Frejat, Henrique Portugal , Haroldo Ferreti da banda Skank e Ani DiFranco.
O nome do disco é inspirado em um grupo de agitadores culturais que Lenine conheceu  no final dos anos 1980 no Rio de Janeiro.
A música "O Silêncio das Estrelas" integrou a trilha sonora da telenovela O Clone, da Rede Globo.

## Faixas
| Faixas de Falange Canibal; autorias conforme fonte | |                                      |         |  |
| N.º                                                | Título | Compositor(es)                       | Duração |  |
| 1.                                                 | "Ecos do Ão" | Lenine, Carlos Rennó                 | 4:06    |  |
| 2.                                                 | "Sonhei" | Lenine, Ivan Santos, Bráulio Tavares | 3:49    |  |
| 3.                                                 | "Umbigo" | Lenine, Bráulio Tavares              | 3:50    |  |
| 4.                                                 | "Lavadeira do Rio" | Lenine, Bráulio Tavares              | 3:47    |  |
| 5.                                                 | "Encantamento" (contém trechos de gravações de José Miguel Wisnik; "Pagode Russo" (composto por Luiz Gonzaga e João Silva e tocado por Lenine e Frejat e Farlanders) | Lenine, Sérgio Natureza              | 1:56    |  |
| 6.                                                 | "Nem o Sol, Nem a Lua, Nem Eu" | Lenine, Dudu Falcão                  | 3:44    |  |
| 7.                                                 | "Caribantu" | Lenine, Sérgio Natureza              | 1:31    |  |
| 8.                                                 | "Quadro-Negro" | Lenine, Carlos Rennó                 | 3:31    |  |
| 9.                                                 | "O Silêncio das Estrelas" | Lenine, Dudu Falcão                  | 4:17    |  |
| 10.                                                | "No Pano da Jangada" | Lenine, Paulo César Pinheiro         | 2:04    |  |
| 11.                                                | "Rosebud (O Verbo e a Verba)" | Lenine, Lula Queiroga                | 3:32    |  |
| 12.                                                | "O Homem dos Olhos de Raio X" | Lenine                               | 4:51    |  |

| Reedição faixa bônus |                        |                     |         |  |
| N.º                  | Título                 | Compositor(es)      | Duração |  |
| 13.                  | "Agora É Que São Elas" | Lenine, Dudu Falcão | 5:24    |  |

## Créditos
Fonte:
- Lenine — vocais e violão em todas as faixas, batuque em "No Pano da Jangada"
- Ani DiFranco — vocais em "Umbigo"
- Velha Guarda da Mangueira e elenco da peça Cambaio — vocais em "Caribantu"
- Henrique Portugal — teclados e coprodução em "Lavadeira do Rio"
- Haroldo Ferretti — bateria e coprodução em "Lavadeira do Rio"
- Eumir Deodato — piano elétrico e Hammond B3 em "Umbigo"
- Living Colour — participação em "O Homem dos Olhos de Raio X"
- Vulgue Tostoi e Tom Capone — programações
- Jim Brandenburg — foto da capa